# Hibiki
L'Hibiki (響? lett. "Eco") è stato un cacciatorpediniere della Marina imperiale giapponese, quarta e ultima unità appartenente alla classe Akatsuki. Fu varato nel giugno 1932 dal cantiere di Maizuru.
Appartenente alla 6ª Divisione, nei primi mesi di guerra coprì i convogli che sbarcarono truppe in tutto il Sud-est asiatico, quindi in giugno partecipò marginalmente alla battaglia delle Midway subito dopo la quale, al largo dell'isola di Kiska, rimase danneggiato a causa di un attacco aereo. Riparato e dotato di più armi contraeree, dalla fine del 1942 suo principale impiego fu la difesa di convogli di petroliere, di portaerei di scorta utilizzate come trasporti rapidi per rifornire le grandi basi di Rabaul e Truk, di grandi navi da guerra in viaggio da o per il Giappone; fu presente nel giugno 1944 alla battaglia del Mare delle Filippine pur non avendovi alcun ruolo e in novembre, durante l'ennesimo viaggio di scorta, urtò una mina e subì danni gravissimi. Rientrato in servizio nel gennaio 1945 con un ricco arsenale contraereo, conobbe un'attività ridotta nelle acque nazionali e accusò nuove avarie a causa di un secondo ordigno. La fine della seconda guerra mondiale lo trovò a Maizuru: dopo circa due anni di crociere per riportare in patria le guarnigioni nipponiche rimaste isolate, fu ceduto all'Unione Sovietica (1947) che lo mantenne in servizio sino all'affondamento dopo il 1970.

## Servizio operativo

### Costruzione
Il cacciatorpediniere Hibiki fu ordinato nell'anno fiscale edito dal governo giapponese nel 1927. La sua chiglia fu impostata nel cantiere navale di Maizuru il 21 febbraio 1930 e il varo avvenne il 16 giugno 1932; fu completato il 31 marzo 1933. Un'altra fonte, invece, attesta che l'impostazione della chiglia avvenne il 15 febbraio 1930 e il varo dello scafo il 22 dicembre 1932. La nave formò negli anni seguenti con l'Akatsuki, l'Ikazuchi e l'Inazuma la 6ª Divisione, dipendente dalla 1ª Squadriglia della 1ª Flotta. Fu scelta inoltre quale nave ammiraglia della divisione.

### 1941-1942

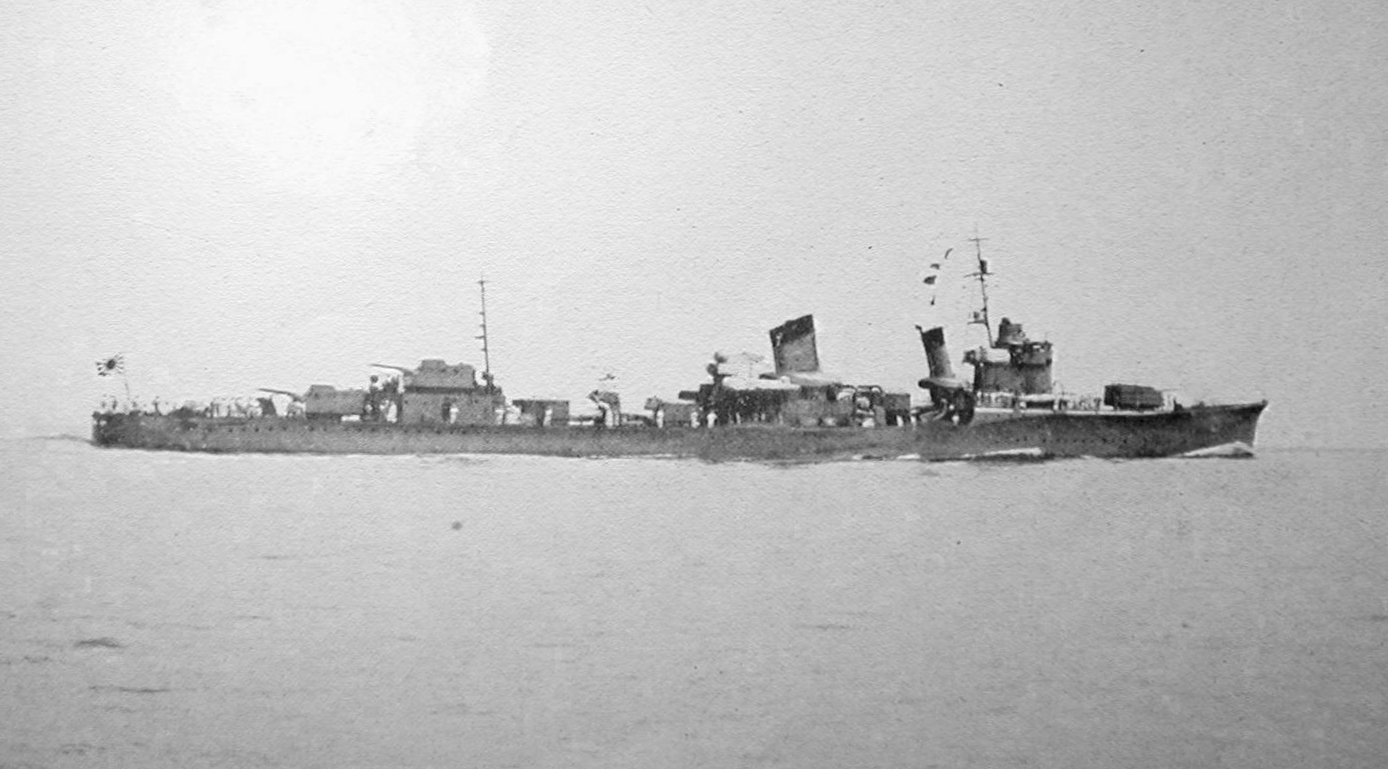
LHibiki all'inizio del conflitto, come attesta la presenza della torre sopraelevata di poppa

Tra 1940 e 1941 l'Hibiki transitò agli ordini del capitano di corvetta Hagemi Ishii e, continuando a essere ammiraglia di divisione, accolse a bordo anche il nuovo comandante, il capitano di vascello Shigeru Narita. Dopo essersi spostato da Hashirajima alla baia di Saeki il 25 novembre 1941, salpò con il resto della divisione d'appartenenza il 29 aggregandosi a un convoglio in rotta per la base militare di Mako (isole Pescadores), toccata il 2 dicembre. Dal 4 dicembre al 4 gennaio 1942 fu in mare di scorta alle unità maggiori della 2ª Flotta del viceammiraglio Nobutake Kondō, incaricata assieme alla 3ª Flotta di coprire le molteplici operazioni anfibie nel Sud-est asiatico, quindi il 6 gennaio fu assegnato alla difesa dell'incrociatore pesante Maya, che giunse il 12 alle isole Palau; il 18 le unità continuarono per la recentemente occupata Davao (Mindanao). Da qui l'Hibiki partì con destinazione Tarakan nel Borneo, di scorta a un convoglio di petroliere che riempì le cisterne e rientrò indenne il 4 rientrò a Davao. Il giorno seguente accompagnò un convoglio sino alla baia di Cam Ranh, traversata conclusa il 9. Il 27 febbraio si trovava in mare con in convoglio d'invasione occidentale per l'isola Giava. Il 4 marzo fece rifornimento e con l'Akatsuki fece rotta il giorno seguente per le Filippine, essendo stati riassegnati alle forze navali di supporto alla 14ª Armata: dal 10 al 19 marzo l'Hibiki, l'Akatsuki e l'Ikazuchi operarono dalla baia di Subic vicino Bataan, affondando forse un sommergibile statunitense. Il 19 i tre cacciatorpediniere scortarono un convoglio sino a Kure (toccata una settimana dopo) e quindi si spostarono a Yokosuka il 3 aprile: il 6 il capitano Narita fu rimpiazzato dal capitano di vascello Yusuke Yamada, quindi l'Hibiki fu sottoposto a revisione. Il 22 maggio scortò gli incrociatori pesanti Takao e Maya da Kure a Ominato, base della 5ª Flotta del viceammiraglio Boshirō Hosogaya cui l'ammiraglio Isoroku Yamamoto aveva affidato le manovre diversive nelle isole Aleutine, previste dal complesso piano di attacco all'atollo di Midway. Il 28 maggio la flotta salpò e il 7 giugno lo Hibiki e le unità gemelle coprirono lo sbarco sull'isola di Kiska. Il 12, mentre pattugliavano al largo, furono attaccati a più riprese da idrovolanti Consolidated PBY Catalina, che fecero esplodere alcune bombe molto vicino all'Hibiki; la nave dovette ridurre la velocità e accusò la deformazione della prua. Dopo che il capitano Yamada ebbe trasferito le sue insegne sull'Akatsuki, l'Hibiki lasciò la zona, fece tappa il 27 giugno a Ominato per riparazioni di emergenza e quindi si trascinò a bassa velocità sino a Yokosuka, nel cui cantiere rimase dal 12 luglio al 10 ottobre, passando intanto al comando del capitano di corvetta Shunsaku Kudo (13 agosto).
Una volta tornato in servizio, l'Hibiki completò due viaggi di andata e ritorno da Yokosuka alla base aeronavale di Truk (1º-16 novembre e 19 novembre-5 dicembre) accompagnando con il Sazanami la portaerei di scorta Taiyo. Il 10 dicembre passò agli ordini del capitano di corvetta Takuji Mori e il 15 salpò di nuovo con il Sazanami e la portaerei, che toccò Truk e poi Rabaul prima di rientrare a Yokosuka il 31 dicembre. L'Hibiki fu dunque trainato in secca per manutenzione, protrattasi sino al 22 gennaio 1943. Nel corso della revisione fu piazzata, davanti alla plancia, una terza installazione doppia di mitragliatrici Type 93 da 13,2 mm. Prima del gennaio 1944, ma in data non specificata, tale affusto fu sostituito con un impianto binato di cannoni Type 96 da 25 mm L/60.

### 1943

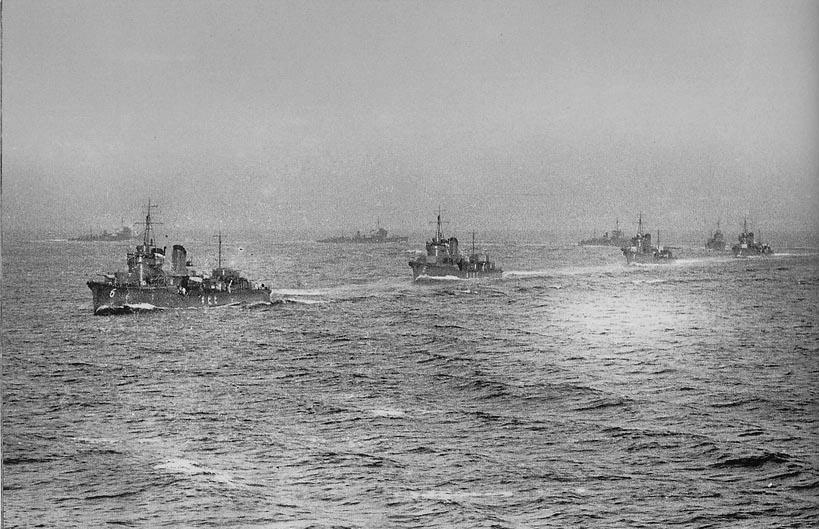
La 6ª Divisione naviga in formazione

Dal 1º febbraio al 12 marzo 1943 l'Hibiki, assieme ai cacciatorpediniere Sazanami, Ushio e Akebono, completò due viaggi di scorta alle portaerei Taiyo e Unyo: le due navi fecero due volte un viaggio da Yokosuka sino a Truk per depositarvi velivoli, materiali e truppe. Il 1º aprile la 6ª Divisione (meno l'Akatsuki perduto nelle acque di Guadalcanal) fu riassegnata all'11ª Squadriglia cacciatorpediniere, dipendente dalla 1ª Flotta e demandata all'addestramento delle nuove unità in tempo di guerra; ciò comunque non distolse l'Hibiki dalla consueta attività: il 4 aprile salpò da Yokosuka con altri cacciatorpediniere di scorta alle portaerei Taiyo, Chuyo e all'incrociatore pesante Chokai in rotta per Truk, quindi li riaccompagnò indietro a Yokosuka assieme allo Shigure e all'Ariake. Il 18 maggio lasciò questo porto e fu riassegnato a Ominato, assumendo compiti di pattugliamento nelle acque settentrionali del Giappone e, nel mese di luglio, fu coinvolto nei due tentativi di evacuare la guarnigione di Kiska: il secondo fu coronato da pieno successo e, con 418 uomini a bordo, l'Hibiki fece tappa a Paramushiro, Otaru e infine Yokosuka, dove arrivò il 9 agosto. In manutenzione nella prima metà di settembre, salpò il 16 con destinazione Shanghai e, giuntovi, ne ripartì il 24 con i cacciatorpediniere Makinami e Yamagumo in difesa di un convoglio composto da mercantili e dalla nave portaidrovolanti Akitsushima. Il 2 ottobre fu toccata Truk e il 5 Rabaul, dove scesero reparti della 17ª Divisione fanteria; l'Hibiki seguì dunque le altre navi a Truk. L'11 lasciò la base in difesa di alcune petroliere che il 29 arrivarono indenni a Singapore; esse impiegarono quasi tutto il mese di novembre per trasferirsi a Balikpapan, riempire le stive e ripartire per Truk, raggiunta il 22 novembre. Il giorno seguente l'Hibiki iniziò un intenso ciclo di trasporto truppe, che recò di rinforzo agli atolli di Ponape, Kwajalein, Mili e all'isola di Kusaie; al termine del primo viaggio passò al comando del capitano di fregata Eikichi Fukushima. Il 21 dicembre, tre giorni dopo la conclusione delle missioni di trasporto, uscì d'urgenza dalla rada di Truk e trasse in salvo i superstiti della petroliera Terukawa Maru, silurata da un sommergibile nemico. Il 27 salpò con l'Inazuma e accompagnò le portaerei Hiyo e Ryuho sino a Kure (2 gennaio 1944).

### 1944-1945
Il 10 gennaio l'Hibiki e l'Inazuma salparono da Kure e accompagnarono la portaerei di scorta Kaiyo in una traversata oceanica che toccò nell'ordine Manila, Singapore, Tarakan, le isole Palau e la rada di Truk, prima di concludersi di nuovo a Kure il 19 febbraio. Il 25 l'11ª Squadriglia fu riassegnato agli ordini diretti della Flotta Combinata (ammiraglio Mineichi Kōga), quindi dal 1º marzo l'Hibiki e l'Inazuma furono distaccati in difesa della portaerei Chiyoda, protagonista anch'essa di un lungo viaggio che da Yokosuka la portò a toccare Guam, Saipan, le Palau (12 marzo), Balikpapan e di nuovo le Palau; le tre navi lasciarono questo arcipelago il 27 marzo per tornare di nuovo a Balikpapan, deviando poi la rotta del ritorno per Davao. Il 10 aprile raggiunsero Kure e qui l'Hibiki rimase in manutenzione e riparazione per il resto del mese. I lavori compresero anche un deciso potenziamento della contraerea: la torre poppiera sopraelevata fu sostituita con due installazioni triple di Type 96, due altre furono concentrate su una piattaforma rialzata appositamente costruita tra i lanciasiluri a mezzanave e le mitragliatrici pesanti Type 93 furono del tutto rimosse. Fu poi aggiunto, all'albero prodiero tripode, un radar Type 22 per bersagli di superficie, mentre è incerto l'incremento dell'equipaggiamento antisommergibile con due altri lanciatori Type 94, per un totale di trentasei cariche a bordo.

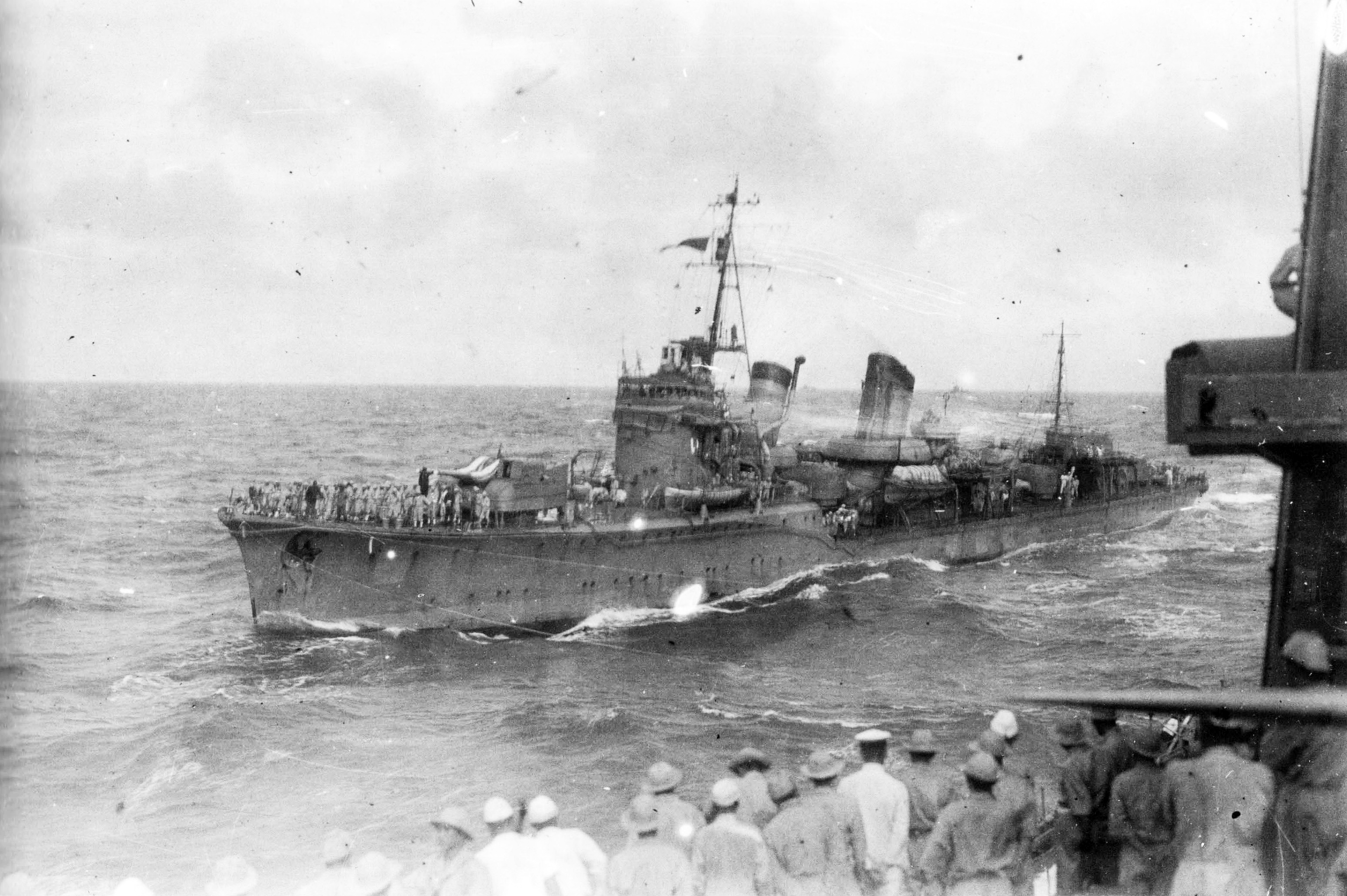
LHibiki ripreso da un'altra unità; bene in evidenza la torre prodiera con due pezzi da 127 mm

Il 3 maggio l'Hibiki, sempre assieme all'Inazuma e dotato anche di un apparato intercettore di onde radar, salpò di scorta a un convoglio di petroliere in partenza da Moji per l'ancoraggio di Tawi Tawi: nel corso della navigazione, il 14 maggio, l'Inazuma fu distrutto da un sommergibile statunitense e l'Hibiki trasse in salvo 125 naufraghi, quindi condusse al sicuro le petroliere il 19. Quattro giorni dopo fu aggregato alla scorta di cacciatorpediniere alle petroliere, che si portò poi a Davao per l'ultimo rifornimento alla 1ª Flotta mobile del viceammiraglio Jisaburō Ozawa, la formazione incaricata di respingere qualsiasi offensiva aeronavale nemica. Il 10 giugno, comunque, la 6ª Divisione cacciatorpediniere fu disattivata (anche l'Ikazuchi era stato affondato) e dunque l'Hibiki rispose da allora agli ordini della Flotta combinata. Il 19 e 20 giugno rimase ai margini della battaglia del Mare delle Filippine, durante la quale il convoglio di navi cisterna cui apparteneva fu scovato e mitragliato da uno stormo statunitense; il cacciatorpediniere subì danni superficiali ed ebbe due morti a bordo. In seguito alla sconfitta giapponese, l'Hibiki rientrò alle Filippine e tra il 28 giugno e il 2 luglio difese le petroliere che da Guimaras ripararono a Manila. Il 10 luglio lasciò le Filippine di scorta a una petroliera e il 17 fu raggiunta Kure, nel cui arsenale l'Hibiki fu rimesso in piena efficienza e fornito di un altro radar, un Type 13 per la localizzazione di bersagli aerei. L'apparato fu montato in cima all'albero a palo singolo di poppavia. Il personale tecnico procedette, inoltre, a fissare su affusti individuali ben venti Type 96 da 25 mm, locati ovunque fosse disponibile un campo di tiro sgombro.

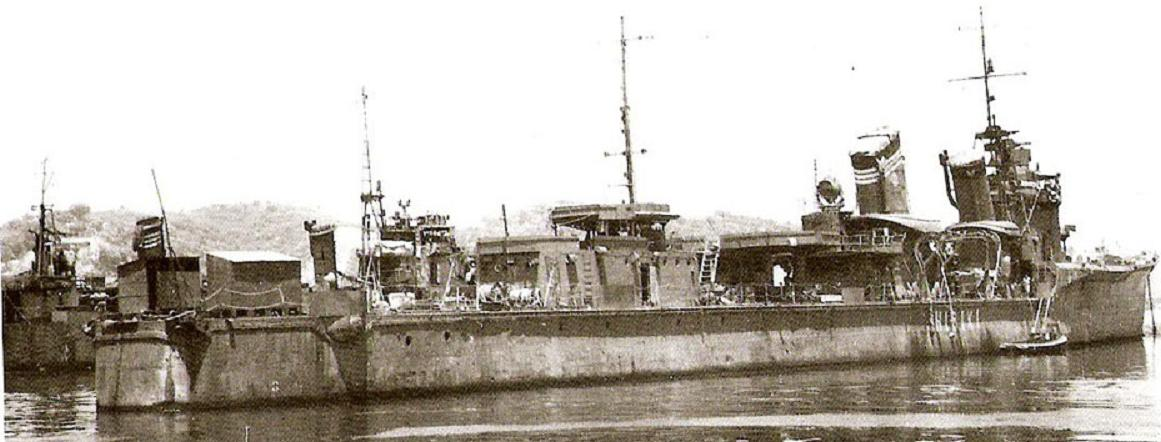
LHibiki in un momento imprecisato del 1947, poco prima di essere trasferito all'URSS: si noti la mancanza dell'armamento

Dal 1º al 25 agosto l'Hibiki fu nuovamente coinvolto nella scorta di convogli in partenza da Moji, uno destinato a Okinawa e il secondo a Takao, città e base militare su Formosa. Il 5 settembre lasciò l'isola in difesa del convoglio TAMA-25 destinato a Manila; il giorno seguente, mentre assisteva il trasporto Eiji Maru in affondamento, urtò una mina oppure fu raggiunto da un ordigno del sommergibile USS Hake. L'esplosione risultante, comunque, quasi tranciò la prua e solo con grande difficoltà riuscì a tornare a Takao, dove fu oggetto di riparazioni provvisorie; il 16 novembre, dopo aver navigato con mezzi propri, si fermò a Yokosuka per una completa ricostruzione della regione prodiera. Riassegnato il 25 gennaio 1945 alla 7ª Divisione della 2ª Squadriglia cacciatorpediniere, a sua volta parte della 2ª Flotta, l'Hibiki tornò operativo il giorno seguente, quando si spostò sino a Kure: il 19 marzo, mentre si trovava nella vicina baia di Hiroshima, rimase coinvolto in un pesante attacco aereo cui però sopravvisse quasi indenne. Dieci giorni più tardi, invece, incappò in una mina nei pressi di Himejima; i danni furono contenuti, ma lo tennero fermo a Kure per tutto aprile e una parte di maggio, periodo nel quale passò alla 105ª Squadriglia di scorta, operante nella 1ª Flotta di scorta. Il 26 maggio, non del tutto riparato, giunse a Maizuru e fu incaricato di proteggerne le strutture portuali. Il 18 luglio 1945 il comandante Fukushima cedette il posto al capitano di corvetta Hajime Sonoda, che però gestì per poco l'unità: il 15 agosto, infatti, l'Impero giapponese si arrese agli Alleati. L'equipaggio lo cedette alle autorità d'occupazione statunitensi verso la fine di agosto, che provvidero a rimuovere ogni arma e attrezzatura militare, e il 5 ottobre successivo l'Hibiki fu depennato dai registri della Marina imperiale.

## Destino finale
Il cacciatorpediniere fu rapidamente riadattato per partecipare alla colossale opera di rimpatrio di militari e civili giapponesi, sparpagliati in Asia orientale: fu destinato a tale compito già a poche settimane dalla conclusione della guerra, che ebbe però una formale sanzione soltanto il 1º dicembre, con la formazione del 2º ministero per la Smobilitazione che (pur con la supervisione americana) ebbe sotto di sé la responsabilità della buona riuscita dell'operazione. Nel frattempo le potenze vincitrici decisero il destino dell'unità e dell'altro naviglio leggero giapponese catturato; la spartizione avvenne nel corso di quattro incontri al quartier generale dello SCAP: durante la prima riunione, del 28 giugno 1947, l'Hibiki fu assegnato all'Unione Sovietica in conto di riparazione di guerra, ufficializzando la cessione già avvenuta il 5 aprile precedente. La nave fu indirizzata con un equipaggio misto al porto secondario di Nachodka vicino a Vladivostok, da dove i giapponesi furono riportati in patria; il 22 luglio l'Hibiki fu incorporato nella Flotta del Pacifico della Voenno morskoj flot con il nuovo nome Vernyi e fu l'unico, tra i cacciatorpediniere ex-giapponesi ricevuti da Mosca, che i sovietici riuscirono a rimettere completamente in efficienza: infatti, revisionato e riequipaggiato con materiale nazionale, il 5 luglio 1948 fu assegnato alle divisioni di prima linea con un altro nome (Dekabrist).
L'unità rimase in servizio attivo fino al 20 febbraio 1953, quando fu riassegnata a compiti ausiliari, soprattutto nave bersaglio e d'addestramento. Nel 1970 era ormai del tutto obsoleta e usurata, quindi il comando navale sovietico ne dispose la radiazione e l'eliminazione: lo scafo del vecchio Hibiki fu affondato nel corso di un'esercitazione al largo dell'isola di Karamzin, in un anno non precisato del decennio.